# Jersie
Jersie – miasto w Danii, w regionie Zelandia, w gminie Solrød.